# Саирме (вода)
«Саирме́» (груз. საირმე) — натуральные столовые, лечебно-столовые и лечебные минеральные воды.
Источники расположены на территории Багдатского муниципалитета юго-западной Грузии на абсолютной высоте порядка 950 м. Территория месторождения приурочена к заповедной горной долине реки Цабларасцкали (левый приток реки Ханисцкали) и находится в её ущелье около курорта Саирме.

## История

### Первые сведения о водах Саирме
Первые сведения о водах Саирме встречаются в источниках 90-х годов XIX века. Согласно сказанию, распространённому в народе, воды Саирме обнаружили братья-охотники, последовавшие за следом раненого оленя. Источник протекал по камням, красным от ржавчины, вокруг все было белым от соли. Стадо оленей по очереди пили воду и лизали соль. Именно из-за обилия оленей это место назвали Саирме, или «оленья местность» (название происходит от грузинского слова груз. "ირემი" (иреми), что в переводе значит «олень»).
Вследствие удивительных событий пастухи также обратили внимание на это место: они заметили, что примерно на расстоянии 3 км от источника оленей, на одной поляне, трава всегда была зелёная, снег не задерживался, земля же высыхала через несколько минут после дождя. Тайна «волшебной долины» была раскрыта в 20-е годы XX века, когда геологи обнаружили в земле теплую минеральную воду.
Первая попытка научного изучения вод Саирме связана с именем Багдатского врача, Келенджерадзе. В 1912 году, ещё будучи студентом, Келенджерадзе повез образцы для исследования в Петербург. Первый химический анализ минеральных вод был проведён профессорами Санкт-Петербургской военной академии. Образцы, отправленные из владения Эристави, вызвали в Петербурге большой интерес. В последующие годы, изучением вод Саирме занялся латвийский учёный Робертс Купцис. По приказу императора Николая II, он исследовал минеральные воды Кавказа, в частности, Грузии. В книге Роберта Купциса «Краткий обзор минеральных вод и лечебных грязей Грузии», изданной в 1926 году, он пишет, что вся Грузия — курорт. И ещё его примечание, на которое обратил внимание профессор Церцвадзе — Грузия, наверное, единственное место в мире, где мельница работает на минеральной воде.

### Розлив и производство
Употребление воды Саирме началось с 1893 года. Минеральная вода заливалась в примитивные лотки, и затем её на лошадях доставляли в долину. Заводским способом воду впервые разлили в 1945 году. Строительство завода было завершено в 1954 году. Тогда в сеть поступала необработанная вода. Розлив составлял около 400 тысяч литровых бутылок в год. Впоследствии завод был оснащён системой производства бутылок, которая постепенно изменилась и стала более модернизованной. Продукция направлялась почти во все регионы Советского Союза.
За развалом Советского Союза и разрушением социалистического строя последовала остановка завода.
С 1998 года, после приватизации началась модернизация завода «Саирме» и забота о возвращении потребителя и имени. Были обновлены интерьер и фасады имеющихся зданий и сооружений.
С 2010 года на заводе Саирме были осуществлены коренные перемены: проведена полная реинвентаризация, заменено оборудование для розлива минеральной воды Саирме и оснащение автоматизированным оборудованием производства и компьютерной техникой. Полностью отремонтирована лаборатория, где регулярно проверяется качество воды. Процесс розлива минеральной воды в бутылки строго контролируется.
В 2013 году начались регулярные поставки минеральной воды «Саирме» и «Родники Саирме» на территорию России, стран СНГ и Западной Европы. На сегодняшний день вода уже знакома в Белоруссии, Азербайджане, Украине, странах Балтии, Китае, США, Италии и Болгарии.
Промышленным розливом и дистрибуцией родниковой негазированной и минеральной газированной воды занимается компания Sairme Mineral Waters Ltd.

## Характеристика воды
На территории источника развиты среднеэоценные массивные туфы и туфпесчаники, которыми построен антиклиналь Саирме поперечного направления. Минерализация воды меняется от 1,6 г/л (в скважине Намарнисхеви, на расстоянии 400 м от центральных источников) до 9,5 г/л (скважина № 4). Совокупные ресурсы месторождения «Саирме», включающего около десятка источников и скважин, составляют 84,5 кубометров в сутки, в том числе промышленные ресурсы — 58,5 кубометров в сутки. На базе источников также функционирует курорт Саирме, для профилактики и лечения широкого перечня заболеваний.